# Antoine Martin (écrivain)
Pour les articles homonymes, voir Antoine Martin et Martin.
Antoine Martin (23 novembre 1955 - 5 avril 2021) est un écrivain français.

## Biographie
Né dans la province d'Alicante, Antoine Martin est traducteur et plasticien.
Auteur de plusieurs ouvrages, il a traduit Camilo José Cela, Manuel Chaves Nogales ou Juan Miguel Aguilera. Il a présenté au Centre international de poésie Marseille des textes pour le théâtre et des « modelages ». En 2008, il signe La Cape de Mandrake, un « recueil de nouvelles informé et cocasse », qui présente une focalisation interne du point de vue du protagoniste du récit, le taureau. Ses apports à la littérature taurine, qui tiennent du « pathos », du « poncif » et de la « grandiloquence », ont permis à certains de le rapprocher d'un Gaston Chaissac ou d'un Frédéric Valabrègue.
Il meurt le 5 avril 2021.

## Ouvrages
- Le Sapeur Pompée et la grande échelle Maryse (ill. Gilles-Marie Baur), Paris, Nathan, 1992  (ISBN 2-09-222323-2).
- Rue Pergolese, Castelnau-le-Lez, Climats, 1992  (ISBN 2-907563-51-3).
- Gloria, Dions, Rayons Alpha, 1994 (BNF 35725549).
- Histoire de l'humanité : fragments, Castelnau-le-Lez, Climats, 1997  (ISBN 2-84158-055-5).
- El niño, Castelnau-le-Lez, Climats, 1998  (ISBN 2-84158-084-9).
- Figurines (préf. Michéa Jacobi), Pau, Cairn, 2000  (ISBN 2-912233-35-6).
- La Sentinelle du fleuve Niger (photogr. Michel Calzat), Limoges, Hivernage, 2006  (ISBN 2-916428-00-3).
- La Cape de Mandrake : et autres nouvelles, Vauvert, Au diable vauvert, 2008  (ISBN 978-2-84626-158-6).
- Le chauffe-eau : épopée, Vauvert, Au diable vauvert, 2012  (ISBN 978-2-84626-417-4).
- Produits carnés : et autres nouvelles, Vauvert, Au diable vauvert, 2014  (ISBN 978-2-84626-792-2).
- Juin de culasse : odyssée, Vauvert, Au diable vauvert, 2014  (ISBN 978-2-84626-793-9).
- Conquistadores : sitcom, Vauvert, Au diable vauvert, 2015  (ISBN 978-2-84626-947-6).

## Prix
- Prix Hemingway 2009.